# Белонос саки
Белоносият саки (Chiropotes albinasus) е вид бозайник от семейство Сакови (Pitheciidae). Видът е застрашен от изчезване.

## Разпространение и местообитание
Разпространен е в Бразилия.